# 国民安全の日
国民安全の日（こくみんあんぜんのひ）とは、日本国民の一人ひとりが施設や行動面での安全確保に留意し、交通安全、火災等の災害発生の防止を図る国民運動を啓発するための記念日。

## 制定
産業災害や交通事故の増加を受けて、1960年（昭和35年）5月6日閣議了解により制定。毎年7月1日。これは産業災害防止対策審議会（1959年（昭和34年）設置 - 1967年（昭和42年）廃止）の答申が概ね毎年7月1日となることから設定された。

## イベント
毎年この日に合わせ、災害発生の防止に功績のあった者を対象に安全功労者内閣総理大臣表彰が行われる他、各種の啓発行事が行われている。